# Elecciones al Parlamento de Canarias de 2015
Las elecciones al Parlamento de Canarias de 2015 tuvieron lugar el 24 de mayo de 2015. Fueron las novenas elecciones autonómicas canarias desde la aprobación del estatuto de autonomía de Canarias en 1982. Dieron paso a la IX Legislatura del período autonómico.

## Sistema electoral

### Circunscripciones
El número de escaños por islas se distribuye de la siguiente manera:
- Tenerife y Gran Canaria cuentan con 15 escaños cada uno
- Lanzarote y La Palma cuentan con 8
- Fuerteventura cuentan con 7 escaños
- La Gomera cuenta con 4 escaños
- El Hierro tiene 3 escaños

### Características del sistema
Las candidaturas al Parlamento de Canarias se presentan en cada circunscripción, mediante el sistema de listas cerradas y bloqueadas. Cada lista puede presentar un máximo de tantos candidatos como escaños corresponda a la circunscripción, aunque se pueden incorporar suplentes para el caso en que un parlamentario electo renuncie a su acta. Además, las listas han de ser paritarias de tal modo que en cada tramo de cinco candidatos haya un mínimo de dos mujeres y un máximo de tres.
De acuerdo al Estatuto de Autonomía de Canarias, y en ausencia de una ley autonómica prevista al efecto, las candidaturas entran en el reparto de escaños en cada circunscripción insular si cumplen uno de estos criterios:
- Si es la candidatura más votada, o
- si ha obtenido al menos el 30% de los votos válidos en dicha circunscripción, o
- si ha obtenido al menos el 6% de los votos válidos en el conjunto de la Comunidad Autónoma.

El reparto de escaños se efectúa mediante el sistema D'Hondt.
A este reparto de escaños se la conoce como "Triple Paridad", ya que la distribución debía seguir tres condiciones: Que cada isla capitalina (Tenerife y Gran Canaria) contara con 15 escaños cada uno; que la suma de escaños entre las islas capitalinas fuera la misma que entre las islas no capitalinas (30 para Tenerife y Gran Canaria y otros 30 para el resto de islas), y que cada provincia tuviera también el mismo reparto de escaños (30 para la Provincia de Las Palmas y 30 para la Provincia de Santa Cruz de Tenerife). 
Esta distribución de escaños, sumado a las barreras electorales (es decir, haber obtenido más del 30% de votos válidos en cada circunscripción o haber obtenido el 6% de votos válidos en toda la Comunidad Autónoma), ha provocado desajustes entre los partidos, ya que el número de votos obtenido no coincide con el número de escaños recibido. En estos comicios se dio el caso de que Coalición Canaria consiguió ser la tercera fuerza política en número de votos en todo el archipiélago, con una distancia en votos del 1,6% con respecto al vencedor y a 0,4% del segundo. Sin embargo, fue la primera en escaños por este reparto de escaños. Mientras tanto, el PSOE, que fue la primera fuerza en número de votos, quedó relegado a la segunda fuerza en número de escaños, y el Partido Popular, siendo la segunda fuerza política en votos, quedó tercera en representación parlamentaria. 
Estas serían las últimas elecciones con este sistema de reparto electoral, ya que en 2019 se aplicará otro sistema de reparto de escaños. Para empezar, habrá 70 diputados a elegir, diez más de lo que había hasta ahora. De los cuales, 61 serán elegidos con el mismo sistema de reparto de escaños que antes salvo por el hecho de que Fuerteventura contará con un escaño más, rompiendo la "Triple paridad": La Provincia de Las Palmas tendrá un escaño más que la Provincia de Santa Cruz de Tenerife y las islas no capitalinas contarán con un escaño más que la suma de escaños de las islas capitalinas, mientras que Tenerife y Gran Canaria mantendrán el mismo número de diputados. Por otro lado, los nueve escaños restantes serán elegidos a través de una circunscripción autonómica. También se rebajarían las barreras electorales, ya que para que un partido obtenga representación, deberá conseguir al menos un 15% de votos en cada circunscripción o de tener al menos un 4% de los votos.

## Candidaturas por circunscripción
| Cir. |                     |                        | PP                      | Nca                  |                       |                        |                  |
| Cir. | Dip                 | Dip                    | Dip                     | Dip                  | Dip                   | Dip                    | Dip              |
| ---- | ------------------- | ---------------------- | ----------------------- | -------------------- | --------------------- | ---------------------- | ---------------- |
| EH   | David Cabrera       | Ana González           | Juan Manuel García      | Nieves de la Fuente  | José Luis Peraza      | Mijail Morales         |                  |
| FT   | Mario Cabrera       | Iñaki Álvaro Lavandera | Águeda Montelongo       | Almudena Montserrat  | Natividad Arnaiz      | Antonio Corujo         |                  |
| GC   | Mª del Mar Julios   | Carolina Darias        | Australia Navarro       | Román Rodríguez      | Noemí Santana         | Manuel Romero          |                  |
| LG   | Víctor Tomás Chinea | Julio Cruz             | Antonio Javier Trujillo | Pedro Aniceto Medina | Pedro Luis Rodríguez  | Miguel Ángel Rodríguez | Casimiro Curbelo |
| LZ   | David de la Hoz     | Dolores Corujo         | Astrid Pérez            | Gladis Acuña         | María del Río Sánchez | Nereida Cañado         |                  |
| LP   | Antonio Castro      | Manuel Marcos Pérez    | Asier Antona            | Miguel Ángel Pulido  | Laura Martín          | Enrique Ortega         |                  |
| TF   | Fernando Clavijo    | Patricia Hernández     | Guillermo Díaz          | Santiago Pérez       | Paco Déniz            | Melisa Rodríguez       |                  |

De las principales candidaturas, los candidatos de Coalición Canaria, Partido Socialista Obrero Español y Ciudadanos representaron a Tenerife, mientras que los candidatos del Partido Popular, Nueva Canarias y Podemos representaron a Gran Canaria. Casimiro Curbelo representó a Agrupación Socialista Gomera, partido que solo se presentó en su isla. David Cabrera representó a El Hierro por Agrupación Herreña Independiente, partido que estuvo aliado a Coalición Canaria.

## Encuestas
Porcentajes
| Fecha              | Encuestadora/Fuente | PP   | CC   | PSOE | NC    | ACSSP | LV  | UPyD | IU   | Cs  | Podemos | Otros | Ventaja |
| ------------------ | ------------------- | ---- | ---- | ---- | ----- | ----- | --- | ---- | ---- | --- | ------- | ----- | ------- |
| Fecha              | Encuestadora/Fuente | 2015 |      |      |       |       |     |      |      |     |         | Otros | Ventaja |
| 4–14 Ago           | Celeste-Tel         | 23.1 | 20.5 | 17.5 | 10.0  |       |     | 1.1  | 1.9  |     | 12.8    | 13.1  | 2.6     |
| 25 de mayo de 2014 | Elección Europea    | 23.4 | 12.2 | 22.2 | n/d   | n/d   | n/d | 6.9  | 10.5 | 1.4 | 11.0    | 12.4  | 1.2     |
| 5–16 Abr           | Celeste-Tel         | 24.2 | 23.6 | 20.4 | 12.6  | 3.8   | 2.9 | 3.0  | 3.6  |     |         | 5.9   | 0.6     |
| 23 Feb             | Demométrica         | 23.3 | 24.9 | 22.7 | 10.0  |       |     |      | 6.3  |     |         | 12.8  | 1.6     |
| 2014               |                     |      |      |      |       |       |     |      |      |     |         |       |         |
| 2–5 Dic            | HM&AI               | 28.2 | 22.6 | 19.0 | 11.0  | 3.3   | 2.9 | 2.6  | 3.3  |     |         | 7.1   | 5.6     |
| 15 Abr–10 May      | NC-Report           | 27.6 | 26.7 | 19.7 |       |       |     |      |      |     | 26.0    | 0.9   |         |
| 2013               |                     |      |      |      |       |       |     |      |      |     |         |       |         |
| 2012               |                     |      |      |      |       |       |     |      |      |     |         |       |         |
| 20 Nov 2011        | Elección General    | 48.0 | 15.5 | 24.9 | c. CC | n/d   | n/d | 2.6  | 4.3  |     |         | 4.7   | 23.1    |
| 22 de mayo de 2011 | Elección Regional   | 31.9 | 24.9 | 21.0 | 9.1   | 2.1   | 2.1 | 1.0  | 0.8  | 7.1 | 7.0     |       |         |

Escaños
| Fecha         | Encuestadora/Fuente | PP      | CC      | PSOE    | NC    | ACSSP | LV | UPyD | IU    | Cs | Podemos | Otros |
| ------------- | ------------------- | ------- | ------- | ------- | ----- | ----- | -- | ---- | ----- | -- | ------- | ----- |
| Fecha         | Encuestadora/Fuente | 2015    |         |         |       |       |    |      |       |    |         | Otros |
| 6 Dic         | HM&AI               | 14 / 15 | 17 / 19 | 13 / 14 | 4 / 6 | 0     | 0  | 0    | 0     | 0  | 8 / 9   | 0     |
| 4–14 Ago      | Celeste-Tel         | 15      | 18      | 14      | 6     | 0     | 0  | 0    | 0     | 0  | 7       | 0     |
| 5–16 Abr      | Celeste-Tel         | 16      | 21      | 17      | 6     | 0     | 0  | 0    | 0     | 0  | 0       | 0     |
| 23 Feb        | Demométrica         | 13      | 21      | 17      | 6     | 0     | 0  | 0    | 3     | 0  | 0       | 0     |
| 2014          |                     |         |         |         |       |       |    |      |       |    |         |       |
| 2–5 Dic       | HM&AI               | 20      | 20      | 14 / 15 | 5 / 6 | 0     | 0  | 0    | 0     | 0  |         | 0     |
| 15 Oct–12 Nov | NC-Report           | 17 / 18 | 23 / 25 | 14 / 15 | 3 / 4 | 0     | 0  | 0    | 1 / 2 | 0  | 0       |       |
| 15 Abr–10 May | NC-Report           | 18 / 19 | 22 / 24 | 14 / 15 | 3 / 4 | 0     | 0  | 0    | 1 / 2 | 0  | 0       |       |
| 2013          |                     |         |         |         |       |       |    |      |       |    |         |       |
| 2012          |                     |         |         |         |       |       |    |      |       |    |         |       |
| 22 May 2011   | Elección Regional   | 21      | 21      | 15      | 3     | 0     | 0  | 0    | 0     |    |         | 0     |

## Resultados

### Proporción de escaños
| 18 | 15   | 3   | 5  | 7       | 12 |
| CC | PSOE | ASG | NC | Podemos | PP |

### Resultados por partidos
| ← Elecciones al Parlamento de Canarias de 2015 →                                                                                                   |                                                             |                              |         |        |         |     |
| Presidente y gobierno | Candidatura                                                 | Candidato                    | Votos   | %      | Escaños | +/- |
| - Presidente: Fernando Clavijo Batlle - Gobierno: CC-PSOE - Censo: 1.661.272 - Votantes: 931.876 - Abstención: - Válidos: - A candidatura: 898.337 | Partido Socialista Obrero Español (PSOE)                    | Patricia Hernández Gutiérrez | 182.006 | 19,53% | 15      | =   |
| - Presidente: Fernando Clavijo Batlle - Gobierno: CC-PSOE - Censo: 1.661.272 - Votantes: 931.876 - Abstención: - Válidos: - A candidatura: 898.337 | Partido Popular (PP)                                        | Australia Navarro            | 170.129 | 18,26% | 12      | -9  |
| - Presidente: Fernando Clavijo Batlle - Gobierno: CC-PSOE - Censo: 1.661.272 - Votantes: 931.876 - Abstención: - Válidos: - A candidatura: 898.337 | Coalición Canaria-PNC (CC-PNC)                              | Fernando Clavijo Batlle      | 164.458 | 17,65% | 16      | -4  |
| - Presidente: Fernando Clavijo Batlle - Gobierno: CC-PSOE - Censo: 1.661.272 - Votantes: 931.876 - Abstención: - Válidos: - A candidatura: 898.337 | Podemos a                                                   | Noemí Santana Perera         | 133.044 | 14,28% | 7       | +7  |
| - Presidente: Fernando Clavijo Batlle - Gobierno: CC-PSOE - Censo: 1.661.272 - Votantes: 931.876 - Abstención: - Válidos: - A candidatura: 898.337 | Nueva Canarias (NCa)                                        | Román Rodríguez              | 93.634  | 10,05% | 5       | +2  |
| - Presidente: Fernando Clavijo Batlle - Gobierno: CC-PSOE - Censo: 1.661.272 - Votantes: 931.876 - Abstención: - Válidos: - A candidatura: 898.337 | Agrupación Socialista Gomera (ASG)                          | Casimiro Curbelo             | 5.090   | 0,55%  | 3       | +3  |
| - Presidente: Fernando Clavijo Batlle - Gobierno: CC-PSOE - Censo: 1.661.272 - Votantes: 931.876 - Abstención: - Válidos: - A candidatura: 898.337 | Coalición Canaria-Agrupación Herreña Independiente (CC-AHI) | David Cabrera                | 2.521   | 0,27%  | 2       | +1  |
| - Presidente: Fernando Clavijo Batlle - Gobierno: CC-PSOE - Censo: 1.661.272 - Votantes: 931.876 - Abstención: - Válidos: - A candidatura: 898.337 | Ciudadanos (España) (Cs)                                    | Melisa Rodríguez Hernández   | 54.375  | 5,84%  | 0       | -   |
| - Presidente: Fernando Clavijo Batlle - Gobierno: CC-PSOE - Censo: 1.661.272 - Votantes: 931.876 - Abstención: - Válidos: - A candidatura: 898.337 | Unidos-Gran Canaria b                                       |                              | 23.428  | 2,51%  | 0       | -   |
| - Presidente: Fernando Clavijo Batlle - Gobierno: CC-PSOE - Censo: 1.661.272 - Votantes: 931.876 - Abstención: - Válidos: - A candidatura: 898.337 | Canarias Decide: IUC-LV-ALTER-UP                            |                              | 20.027  | 2,15%  | 0       | -   |
| - Presidente: Fernando Clavijo Batlle - Gobierno: CC-PSOE - Censo: 1.661.272 - Votantes: 931.876 - Abstención: - Válidos: - A candidatura: 898.337 | Partido Animalista Contra el Maltrato Animal (PACMA)        |                              | 11.296  | 1,21%  | 0       | -   |
| - Presidente: Fernando Clavijo Batlle - Gobierno: CC-PSOE - Censo: 1.661.272 - Votantes: 931.876 - Abstención: - Válidos: - A candidatura: 898.337 | Unión Progreso y Democracia (UPyD)                          |                              | 7.819   | 0,84%  | 0       | -   |
| - Presidente: Fernando Clavijo Batlle - Gobierno: CC-PSOE - Censo: 1.661.272 - Votantes: 931.876 - Abstención: - Válidos: - A candidatura: 898.337 | Alternativa Nacionalista Canaria (ANC)                      |                              | 5.635   | 0,60%  | 0       | -   |
| - Presidente: Fernando Clavijo Batlle - Gobierno: CC-PSOE - Censo: 1.661.272 - Votantes: 931.876 - Abstención: - Válidos: - A candidatura: 898.337 | Coalición Electoral Unidos-Tenerife b                       |                              | 3.711   | 0,40%  | 0       | -   |
| - Presidente: Fernando Clavijo Batlle - Gobierno: CC-PSOE - Censo: 1.661.272 - Votantes: 931.876 - Abstención: - Válidos: - A candidatura: 898.337 | Más por Telde                                               |                              | 3.390   | 0,36%  | 0       | -   |
| - Presidente: Fernando Clavijo Batlle - Gobierno: CC-PSOE - Censo: 1.661.272 - Votantes: 931.876 - Abstención: - Válidos: - A candidatura: 898.337 | Unidos-Lanzarote b                                          |                              | 3.300   | 0,35%  | 0       | -   |
| - Presidente: Fernando Clavijo Batlle - Gobierno: CC-PSOE - Censo: 1.661.272 - Votantes: 931.876 - Abstención: - Válidos: - A candidatura: 898.337 | Unidos-Fuerteventura b                                      |                              | 2.429   | 0,26%  | 0       | -   |
| - Presidente: Fernando Clavijo Batlle - Gobierno: CC-PSOE - Censo: 1.661.272 - Votantes: 931.876 - Abstención: - Válidos: - A candidatura: 898.337 | Por un Mundo más Justo (PUM+J)                              |                              | 1.827   | 0,20%  | 0       | -   |
| - Presidente: Fernando Clavijo Batlle - Gobierno: CC-PSOE - Censo: 1.661.272 - Votantes: 931.876 - Abstención: - Válidos: - A candidatura: 898.337 | Vox                                                         |                              | 1.814   | 0,19%  | 0       | -   |
| - Presidente: Fernando Clavijo Batlle - Gobierno: CC-PSOE - Censo: 1.661.272 - Votantes: 931.876 - Abstención: - Válidos: - A candidatura: 898.337 | Movimiento por la Unidad del Pueblo Canario                 |                              | 1.777   | 0,19%  | 0       | -   |
| - Presidente: Fernando Clavijo Batlle - Gobierno: CC-PSOE - Censo: 1.661.272 - Votantes: 931.876 - Abstención: - Válidos: - A candidatura: 898.337 | Asambleas Municipales de Fuerteventura                      |                              | 1.447   | 0,16%  | 0       | -   |
| - Presidente: Fernando Clavijo Batlle - Gobierno: CC-PSOE - Censo: 1.661.272 - Votantes: 931.876 - Abstención: - Válidos: - A candidatura: 898.337 | Escaños en Blanco                                           |                              | 1.363   | 0,15%  | 0       | -   |
| - Presidente: Fernando Clavijo Batlle - Gobierno: CC-PSOE - Censo: 1.661.272 - Votantes: 931.876 - Abstención: - Válidos: - A candidatura: 898.337 | Partido Comunista del Pueblo Canario-Gran Canaria (PCPC)    | Carmelo Suárez               | 1.131   | 0,12%  | 0       | -   |
| - Presidente: Fernando Clavijo Batlle - Gobierno: CC-PSOE - Censo: 1.661.272 - Votantes: 931.876 - Abstención: - Válidos: - A candidatura: 898.337 | Agrupación de Electores Recortes 0-Gran Canaria             |                              | 760     | 0,08%  | 0       | -   |
| - Presidente: Fernando Clavijo Batlle - Gobierno: CC-PSOE - Censo: 1.661.272 - Votantes: 931.876 - Abstención: - Válidos: - A candidatura: 898.337 | Partido Comunista del Pueblo Canario-Tenerife (PCPC)        |                              | 730     | 0,08%  | 0       | -   |
| - Presidente: Fernando Clavijo Batlle - Gobierno: CC-PSOE - Censo: 1.661.272 - Votantes: 931.876 - Abstención: - Válidos: - A candidatura: 898.337 | Agrupación de Electores Recortes 0-Tenerife                 |                              | 644     | 0,07%  | 0       | -   |
| - Presidente: Fernando Clavijo Batlle - Gobierno: CC-PSOE - Censo: 1.661.272 - Votantes: 931.876 - Abstención: - Válidos: - A candidatura: 898.337 | Solidaridad y Autogestión Internacionalista (SAIn)          |                              | 330     | 0,04%  | 0       | -   |
| - Presidente: Fernando Clavijo Batlle - Gobierno: CC-PSOE - Censo: 1.661.272 - Votantes: 931.876 - Abstención: - Válidos: - A candidatura: 898.337 | Canarias Decide: IpH-IUC-LVC-ALTER                          |                              | 128     | 0,01%  | 0       | -   |
| - Presidente: Fernando Clavijo Batlle - Gobierno: CC-PSOE - Censo: 1.661.272 - Votantes: 931.876 - Abstención: - Válidos: - A candidatura: 898.337 | Agrupación de Electores Recortes 0-La Palma                 |                              | 94      | 0,01%  | 0       | -   |
| - Presidente: Fernando Clavijo Batlle - Gobierno: CC-PSOE - Censo: 1.661.272 - Votantes: 931.876 - Abstención: - Válidos: - A candidatura: 898.337 | En blanco                                                   | N/A                          | 16.769  |        | N/A     | N/A |
| - Presidente: Fernando Clavijo Batlle - Gobierno: CC-PSOE - Censo: 1.661.272 - Votantes: 931.876 - Abstención: - Válidos: - A candidatura: 898.337 | Nulos                                                       | N/A                          | 16.770  |        | N/A     | N/A |

a Con el apoyo de Alternativa Sí se puede por Tenerife, Alternativa Ciudadana 25 de Mayo y Canarias por la Izquierda.

b Coalición de CCN, CIUCA, CGCa, PIL, PDPr, ACIM y PPMAJO.

### Resultados por Islas
| Islas Canarias |      |      |      |      |      |      |      |      | Tot. |
| Islas Canarias | Dip. | Dip. | Dip. | Dip. | Dip. | Dip. | Dip. | Dip. | Tot. |
| -------------- | ---- | ---- | ---- | ---- | ---- | ---- | ---- | ---- | ---- |
| Tenerife       | 5    | 4    | 3    | 2    |      |      |      | 1    | 15   |
| Gran Canaria   | 1    | 3    | 4    | 3    | 4    |      |      |      | 15   |
| Lanzarote      | 3    | 2    | 1    | 1    | 1    |      |      |      | 8    |
| La Palma       | 3    | 2    | 3    |      |      |      |      |      | 8    |
| Fuerteventura  | 3    | 2    | 1    | 1    |      |      |      |      | 7    |
| La Gomera      |      | 1    |      |      |      | 3    |      |      | 4    |
| El Hierro      |      | 1    |      |      |      |      | 2    |      | 3    |
| TOTAL          | 15   | 15   | 12   | 7    | 5    | 3    | 2    | 1    | 60   |

### Elección e investidura del Presidente
Las votaciones para la investidura del Presidente de Canarias en el Parlamento tuvieron el siguiente resultado:
| Candidato                    | Fecha                                                  | Voto       |    |    |    |   |   |   |   |   | Total |
| ---------------------------- | ------------------------------------------------------ | ---------- | -- | -- | -- | - | - | - | - | - | ----- |
| Fernando Clavijo Batlle (CC) | 7 de julio de 2015 Mayoría requerida: Absoluta (31/60) | Sí         | 15 | 15 |    |   |   | 3 | 2 | 1 | 36/60 |
| Fernando Clavijo Batlle (CC) | 7 de julio de 2015 Mayoría requerida: Absoluta (31/60) | No         |    |    | 12 | 7 | 5 |   |   |   | 24/60 |
| Fernando Clavijo Batlle (CC) | 7 de julio de 2015 Mayoría requerida: Absoluta (31/60) | Abstención |    |    |    |   |   |   |   |   | 0/60  |